# Druyes (rivière)
Pour les articles homonymes, voir Druyes.
La Druyes, encore appelée ruisseau d'Andryes, est une rivière française qui coule dans les départements de l'Yonne et de la Nièvre en région Bourgogne-Franche-Comté, en ancienne région Bourgogne. C'est un affluent direct de l'Yonne en rive gauche, donc un sous-affluent de la Seine.

## Géographie

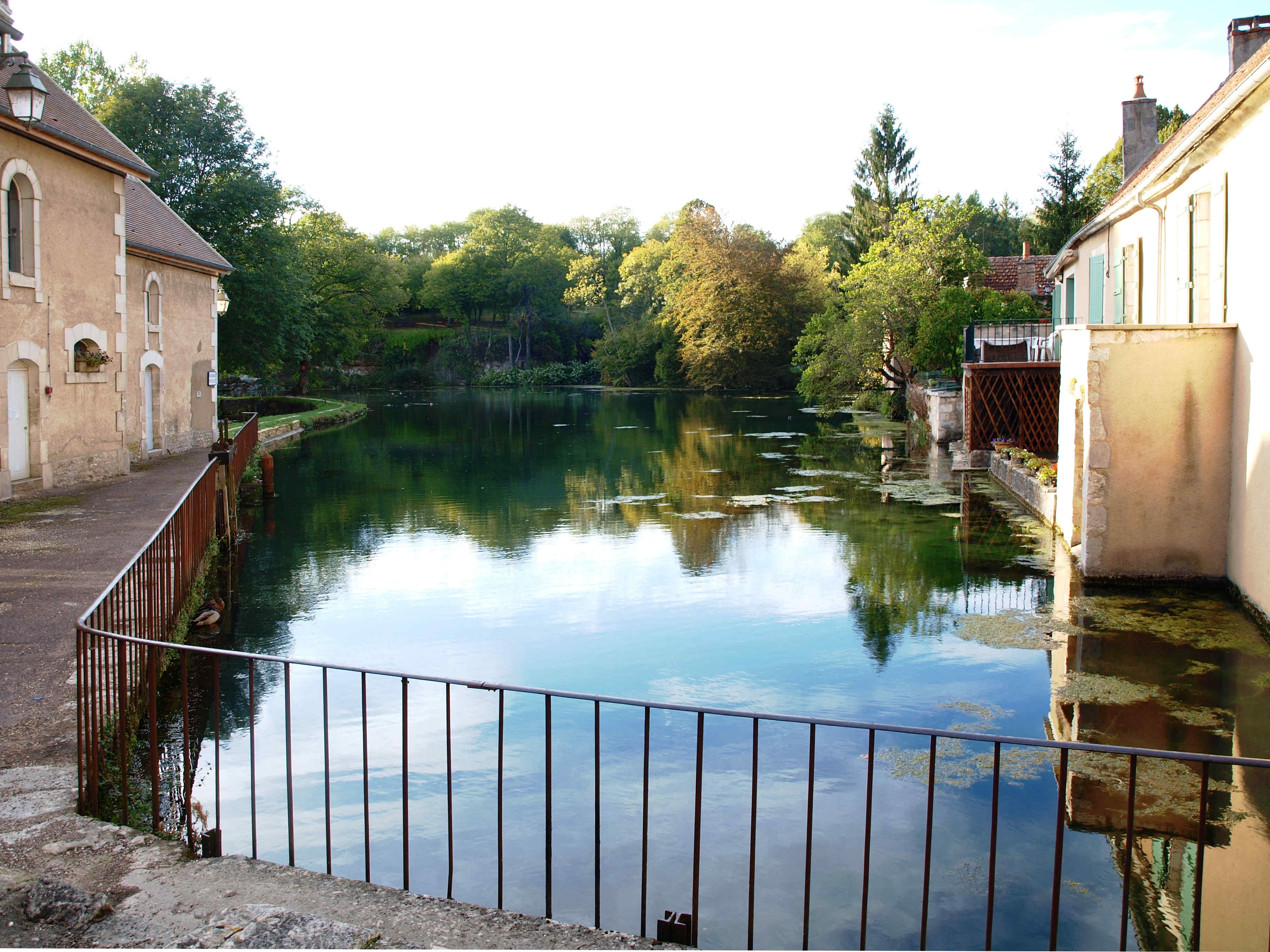
le lac source de la Druyes à Druyes-les-Belles-Fontaines.

La longueur de son cours d'eau est de 10,5 km.
La Druyes est un cours d'eau du sud de la Forterre, petite région de l'Yonne au sous-sol calcareux et perméable, souvent associée à la Puisaye, alors que bien des choses les séparent. Elle naît sur le territoire de la petite ville de Druyes-les-Belles-Fontaines, fruit des nombreuses sources de l'endroit qui sont des résurgences de l'importante nappe d'eau souterraine caractérisant la Forterre, à 168 m d'altitude. 
Son orientation générale va de l'ouest vers l'est. 
Elle  se jette dans l'Yonne (rive gauche) à Surgy, à 140 m d'altitude, dans le département de la Nièvre, à cinq kilomètres en aval de Clamecy. Un deuxième bras de la Druyes se jette dans l'Yonne à moins de 500 mètres de distance.

### Communes traversées
Dans les deux départements de l'Yonne (89) et de la Nièvre (58), la Druyes traverse les trois communes,, suivantes, de l'amont vers l'aval, de Druyes-les-Belles-Fontaines (source), dans l'Yonne, Andryes, dans l'Yonne, d'où lui vient son second nom de ruisseau d'Andryes, Surgy (confluence), dans la Nièvre.
Soit en termes de cantons, la Druyes prend source dans le canton de Vincelles, conflue dans le canton de Clamecy, dans les deux arrondissement d'Auxerre et arrondissement de Clamecy.

### Toponymes
La Druyes a donné son hydronyme au bras et à la commune de Druyes-les-Belles-Fontaines alors que la commune d'Andryes a donné son toponyme au ruisseau homonyme.

### Bassin versant
La Druyes traverse une seule zone hydrographique « L'Yonne du confluent du Beuvron (exclu) au confluent de la Cure (exclu) » (F309) de 1984km2 de superficie. Ce bassin versant est constitué à 59,77 % de « territoires agricoles », à 38,51 % de « territoires agricoles », à 1,46 % de « territoires agricoles », à 0,29 % de « territoires agricoles ».

### Gestion du site et intérêts pour la biodiversité
Jusqu'au début du XXe siècle, la vallée accueillait une vaste zone humide sur environ 380 hectares, alimentée par une rivière au lit fluctuant : la Druyes. La très faible pente entrainant la saturation du sol en eau, des formations végétales humides, de type roselière, composaient l'essentiel de ce milieu. Au fil des siècles, ces conditions écologiques ont ainsi permis la formation d'un sol constitué de tourbe qui, par endroit, atteint 4 mètres de profondeur. C'est aujourd'hui le bas marais alcalin le plus important de l'Yonne.
Début XXe, cette zone humide réputée insalubre, peu productive et difficilement mécanisable, a commencé à susciter certaines convoitises. Des projets d'assainissement ont vu le jour : 1905-1907 : premier travaux de drainage. 1963-1967 : travaux d'asséchement par recalibrage de la Druyes. Les résultats agricoles « mitigés » post travaux des années 60, ont rapidement conduit à une reconversion des terres labourables en prairies ou en plantations de peupliers.
En 1999, la Fondation pour la protection des habitats de la faune sauvage achète 64 hectares de parcelles fortement dégradées et en confie la gestion à la Fédération Départementale des Chasseurs de l'Yonne (F.D.C.Y.) qui décide dans un premier temps de reconvertir les parcelles de peupleraie en prairies naturelles. De 2016 à 2017, une vaste opération de réhabilitation de la zone humide est réalisée par la F.D.C.Y. avec d'importants travaux hydrauliques (appui financier de l'A.E.S.N., du C.D.89 et de la F.Y.P.P.M.A.). Il est ainsi créé 7 mares, 6 bras morts, 1 zone en eau permanente de surface variable, de 1 hectare en période de basse eau à plus de 6 hectares lors des crues de fin d'hiver, et la rivière la Druyes a été rétablie dans son lit d'origine sur plus de 1 400 mètres linéaires. La restauration de cette zone humide conduit rapidement a une reconquête de la biodiversité si particulière de ce milieu. Les inventaires réalisés dénotent de la capacité de résilience de la nature avec plus de 150 espèces d'oiseaux observées (dont 70 nicheuses), 50 espèces de rhopalocères « papillons de jour », 30 espèces d'odonates « libellules », 8 espèces de poissons, espèces d'amphibiens, 20 espèces de mammifères et plus de 220 espèces de plantes dont certaines patrimoniales. (Pour en savoir plus : https://chasseurdelyonne.fr/accueil.php?a=page200000/Marais-de-la-Druyes)

## Affluents
La Druyes a un seul tronçon affluent référencé :
- la rivière de Druyes, qui est aussi un bras de 0,8 km sur la seule commune de Druyes-les-Belles-Fontaines.

Donc son rang de Strahler est de un.

## Hydrologie

### La Druyes à Surgy
Le débit de la Druyes a été observé pendant une période de 40 ans (1969-2008), à Surgy, localité du département de la Nièvre, située au niveau du confluent avec l'Yonne. Le bassin versant de la rivière est de 194 km2, à 151 m d'altitude. La station a été mise en service le 1er juillet 1968 et mise hors service le 1er avril 2010.
Le module de la rivière à Surgy est de 1,59 m3/s.
La Druyes présente des fluctuations saisonnières de débit assez modérées, avec des hautes eaux d'hiver portant le débit mensuel moyen à un niveau oscillant entre 1,90 et 2,63 m3/s, de fin décembre à mai inclus (maximum en février puis en mars). Dès la fin du mois de mai, le débit diminue progressivement jusqu'aux basses eaux de fin d'été-début d'automne (d'août à octobre), avec une baisse du débit moyen mensuel allant jusqu'au minimum de 0,698 m3/s du mois de septembre (698 litres par seconde), ce qui reste très consistant.

### Étiage ou basses eaux
À l'étiage, c'est-à-dire aux basses eaux, le VCN3, ou débit minimal du cours d'eau enregistré pendant trois jours consécutifs sur un mois, en cas de quinquennale sèche peut cependant chuter jusque 0,210 m3/s, soit 210 litres par seconde.

### Crues
D'autre part les crues ne sont pas très importantes, le passage en souterrain d'une bonne partie du débit amortissant sérieusement ces dernières. Les QIX 2 et QIX 5 valent respectivement 3,8 et 5,2 m3/s. Le QIX 10 vaut 6,1 m3/s, tandis que le QIX 20 se monte à 7 m3/s et le QIX 50 à 8,2 m3/s. Ce sont des débits de crue cinq à dix fois moins importants que les cours d'eau environnants, en tenant compte de l'importance des bassins.
La hauteur maximale instantanée a été de 124 cm ou 1,24 m le 15 mars 2001. Le débit instantané maximal enregistré a été de 7,2 m3/s le 12 janvier 1982, tandis que la valeur journalière maximale était de 7,18 m3/s le même jour. En comparant le premier de ces chiffres aux valeurs des différents QIX de la rivière, il apparaît clairement que cette crue était d'ordre vicennal et nullement exceptionnelle, et statistiquement destinée à se répéter tous les 20-25 ans environ.

### Lame d'eau et débit spécifique
La lame d'eau écoulée dans le bassin de la Druyes est de 259 millimètres annuellement, ce qui est abondant pour la région, mais encore nettement inférieur à la moyenne d'ensemble de la France. C'est cependant supérieur à l'ensemble du bassin versant de la Seine 240 millimètres/an). Le débit spécifique (ou Qsp) atteint 8,2 litres par seconde et par kilomètre carré de bassin.

## Curiosités - Tourisme

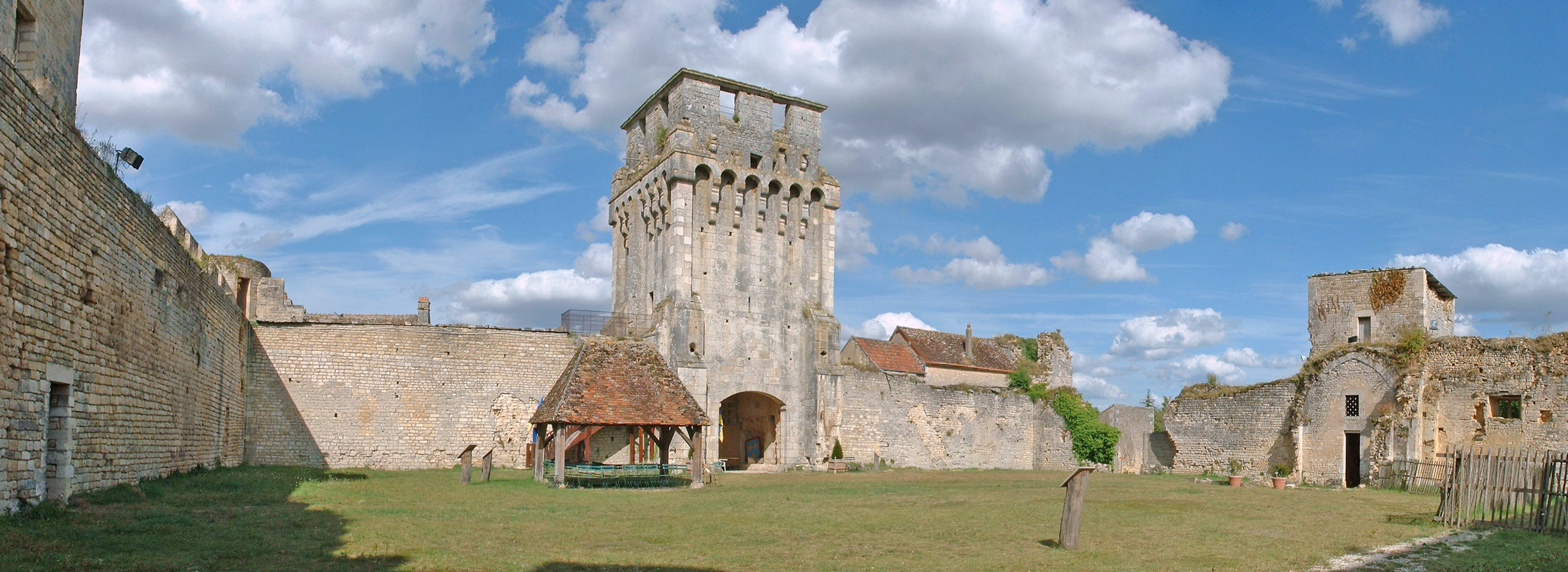
Château-de-Druyes.

- Druyes-les-Belles-Fontaines : « capitale » de la Forterre : voir le château fort des Comtes d'Auxerre et de Nevers.